# 最佳利益
《最佳利益》（英語：Best Interest），2019年台灣律政職人劇，黑劍製作與群之噰傳播製作，天心、鍾承翰、溫昇豪領銜主演，於2018年7月1日開鏡，2018年11月殺青。華視主頻於2019年5月5日首播，中天娛樂台則於5月11日播出。本劇獲得中華民國文化部106年度電視節目製作補助新台幣2,210萬元，及中華民國文化部105年度電視節目劇本創作獎優等。華視主頻最後一集播畢後，官方粉絲團開啟臉書直播，宣布即將準備第二季的拍攝計畫。該劇版權熱銷到海外，包含美日等六國，將在當地播出。《最佳利益2－決戰利益》於2023年4月29日晚間九點公視主頻、MyVideo首播，晚間十點MyVideo上架新集數。

## 播出時間

### 首播
| 頻道                   | 所在地   | 播出日期       | 播出時間                         |
| ---------------------- | -------- | -------------- | -------------------------------- |
| 華視主頻               | 臺灣     | 2019年5月5日   | 每週日 21:30－23:00              |
| LINE TV                | 臺灣     | 2019年5月5日   | 每週日 23:00上架                 |
| 中天娛樂台             | 臺灣     | 2019年5月11日  | 每週六 22:00－23:30              |
| KKTV                   | 臺灣     | 2019年5月11日  | 每週六 23:30上架                 |
| LiTV 線上影視          | 臺灣     | 2019年5月12日  | 每週日 12:00上架                 |
| Fain TV 歡樂看         | 臺灣     | 2019年5月12日  | 每週日 12:00上架                 |
| 龍華偶像台             | 臺灣     | 2019年5月17日  | 每週五 20:30－22:00              |
| Hami Video             | 臺灣     | 2019年5月24日  | 每週五上架                       |
| YouTube中天娛樂頻道    | 臺灣     | 2022年4月4日   | 每日 22:00上架                   |
| 八大戲劇台             | 臺灣     | 2022年4月9日   | 每週六 20:00－22:00 （連播兩集） |
| MyVideo                | 臺灣     | 2022年10月1日  | 全套上架                         |
| 八大綜合台             | 臺灣     | 2023年1月1日   | 每週日 22:00－24:00 （連播兩集） |
| 三立都會台             | 臺灣     | 2024年7月25日  | 每週一至週五 20:00 - 21:00       |
| Astro AEC Astro AEC HD | 马来西亚 | 2019年9月5日   | 星期一至五 19:00 - 20:00         |
| Homedrama              | 日本     | 2019年9月5日   | 每週四 深夜01:15－02:15          |
| BS日視                 | 日本     | 2020年2月19日  | 星期一到星期五 11:30－12:30      |
| 新传媒8频道            | 新加坡   | 2020年5月5日   | 星期一至五 23:00 - 00:00         |
| 愛奇藝                 | 中国大陆 | 2020年10月28日 | 星期一至日 20:00 - 21:00         |
| 騰訊                   | 中国大陆 | 2020年10月28日 | 星期一至日 20:00 - 21:00         |
| 優酷                   | 中国大陆 | 2020年10月28日 | 星期一至日 20:00 - 21:00         |

## 劇情大綱
《最佳利益》為台灣首部律政職人劇，劇情講述一群懷抱公平正義的菜鳥律師，在五個月的實習期間所歷經的血戰實錄，故事以法律個案的方式推進，藉由案件的鋪排與相扣，演繹出律師們的工作樣貌與出庭風采，也透過一群菜鳥律師的相互較勁，呈現出律師事務所的冷暖遭遇。 
藉由法律客觀和實證的精神，去探討台灣社會上常見的議題。勾勒出群眾暴力、未審先判、理盲濫情。

## 演員列表

### 主要演員
| 演員   | 角色   | 介紹 | 登場集數 |
| 天心   | 方箏   | 趙立廷之妻，36歲。後於第13集離婚。雙親均亡，與立廷有一個胎死腹中的兒子永樂，在怡安墜樓那天流產。 長河律師事務所王牌律師，看似冷漠、傲慢無禮、不與同事打交道，實際卻是冷靜理性、實事求是、刀子口豆腐心，為信念而戰，更能善用法律協助當事人，獲得最佳利益。追求效率、成功率，認為只有爭取到當事人的最佳利益才是完全勝訴，即便那個利益是鑽法律漏洞，或者有違良心，她都不以為意。                                                                         | 全劇     |
| 鍾承翰 | 陳博昀 | 菜鳥實習律師，28歲。 個性直率、單純，具有強烈正義感，認為人性本善。擁有超人的耐力，不到最後一刻絕不放手。博昀從高中體育班保送到體育大學，一路往職業極限運動員的方向前進，但一次嚴重受傷毀了他的夢想，使得他跌入絕望谷底。失落的博昀一次經過電視牆，看到電視上的人權律師宋世傑為弱勢發聲，激起他的正義感，點燃希望，決定拚轉學考就讀法律系。畢業後堅持重考數次，終於拿到國考及格。於第12集取得律師證。                                                 | 全劇     |
| 溫昇豪 | 趙立廷 | 方箏之夫。兩人有一個胎死復中的兒子永樂，在怡安墜樓那天死去。為了得到行賄名單與王怡安有染，又用權力起訴竇慶桓性侵，與方箏價值觀漸行漸遠。後於第13集離婚。 地檢署檢察官，個性嚴謹、作事嚴厲、不苟言笑，外表總是一絲不苟的他給人一種穩重可靠，卻又帶有距離的感覺。「嫉惡如仇」、「斷案如神」是同儕跟上司給趙立廷下的形容詞。他接下許多難辦的案件，在地檢署的聲望日漸竄升，鋒頭正健，傳聞只要他辦好一件可以順勢向上的大案件，下一任的主任檢察官非他莫屬。 | 6,8-13   |

### 長河律師事務所
| 演員   | 角色   | 介紹 | 登場集數  |
| 陶傳正 | 張旭川 | 長河律師事務所創辦人，資深律師兼合夥人。喜歡下棋、充滿著人生累積而出的智慧，支持著江紹宏帶領長河前進的方式。曾任律師公會理事長，名聲極好，過著半退休生活，偶爾上上法庭當做善事。 於11集退出長河律師事務所合夥人。於第13集過世。                                                                                                 | 3-6,11-13 |
| 夏靖庭 | 江紹宏 | 長河律師事務所所長。平時個性有些任性、瘋癲，像是嘻嘻哈哈的大叔，但遇到正經事，卻會意外流露出智慧、一針見血，顯露出運籌帷幄的特質。他實際上沒真的辦過什麼案件，一般事務都交給法助處理，但手上資源豐富，人脈極廣。除了合夥律師蔡妙如、張旭川外，沒人知道他沒有律師執照。 於11集卸下長河律師事務所所長職務，並退出長河律師事務所。 | 全劇      |
| 曾珮瑜 | 蔡妙如 | 長河律師事務所資深律師(主持律師)兼合夥人。她表面自信開朗，智慧與魅力兼具，私下也善於運用男女關係，遊走在政商之間。深諳司法界的黑暗面，對於政府高官進行遊走法律邊際的灰色行為，總是笑而不予置評。許孟雄的情人。 於11集正式登上長河律師事務所所長一職。                                                                           | 全劇      |
| 蔣偉文 | 李安邦 | 資深律師，嚴以待人，寬以律己，善交際，總能安撫當事人，尤其是女性。於第06集升級為資深合夥人律師。 | 全劇      |
| 高山峰 | 柯士元 | 資深律師，凡事追求整齊，規律，為人亦是一板一眼，按照自己的原則做事。 | 1-9,11-13 |
| 王自強 | 孫大仁 | 資深律師，為人和氣，平易近人，總能找出對手的破綻，擅長家事案件。 | 1-11,13   |
| 陳怡嘉 | 雷子倩 | 實習律師，自信滿滿、爭強好勝，法律系畢業後應屆考上律師。立志成為一個名氣與實力兼具的合夥律師。於第05集跳槽到京勤律師事務所。第08集時與江哲凱分手。 | 1-8,12-13 |
| 楊銘威 | 林學睿 | 實習律師，從小人見人愛，對自己非常有自信，重度王子病而不自知。高分考上律師，認為最好最完美的人，捨我其誰。從第一眼見到雷子倩時便深深地喜歡上她，最終於第12集跳槽到京勤律師事務所。 | 全劇      |
| 程予希 | 何佳佳 | 實習律師，溫柔可愛、天真無邪、個性怯懦的，有苦不敢說、有淚暗自吞。因為出身法律世家，從小就被要求往法律道路前進。喜歡陳博昀，並於13集加入長河事務所的合夥律師。 | 全劇      |
| 黃浩詠 | 李從白 | 實習律師，老實認真，嗑書的書呆。毫不起眼、也缺乏自信心。因為妻子的期待，終於花了十幾年的時間考上律師。第13集時正式成為長河事務所的律師，但待遇卻與何佳佳相差甚遠。非常愛自己的家人。 | 全劇      |
| 邱彥翔 | 何俊民 | 人稱何哥，資深法務助理，擅長經營關係，消息靈通，遇到困難或必要的案件，常居中引薦消息來源或親自進行私下調查，是長河裡的萬事通。 | 1-9,11-13 |
| 林筳諭 | 蔣明麗 | 事務所秘書，頭腦單純，喜談八卦，擁有動人美艷的外表，是事務所的顏值門面。 | 1-8,10-13 |

### 其他演員
| 演員   | 角色   | 介紹 | 登場集數        |
| 丁強   | 陳正益 | 退休刑警，博昀的爺爺。身體健朗，與奶奶老夫老妻，感情融洽。通達事理，性情豁達，多年的辦案經驗告訴他，世上事情沒有所謂「絕對」，對與錯往往只是立場的不同。雖然總是對博昀頗為嚴格，但實際上非常疼愛孫子。與江紹宏為舊識，曾逮捕過他。實為警隊傳說中的人物，為了破案不惜放棄升遷機會，始終在第一線奮鬥至退休。 於第12集因涉嫌殺害胡育達而被捕，在博昀的勸說之下同意博昀擔任其辯護律師，因認為林明倫不同於胡育達等人決定替林明倫頂罪，但不知林明倫間接造成妻子的死亡，後在博昀的訴說之下，才終於得知妻子的死亡是因為林明倫的見死不救造成的。在博昀的辯護之下，殺人罪得已以不起訴處理成立，但仍有頂替罪與毀滅物證罪尚待處理。 | 1-2,9,11-12     |
| 李璇   | 陳吳賢 | 博昀的奶奶。隨遇而安，愛管閒事，熱心過度常流於碎碎念，雖如此，但因為總有她一套見解，常引人發噱。博昀常說她是他的佐賀阿嬤，是最重要的支柱，每當有不開心或是遇到難題時，奶奶總會用害他笑破肚皮的歪理開導博昀，是個雖沒念過多少書卻擁有無比智慧的老人。 於11集捲入林明倫霸凌事件，被胡昱達等人圍毆致死。 | 1-2,5,9,11      |
| 李依瑾 | 王怡安 | 持有司法與政治界重要人士的行賄名單，與方箏丈夫有染，墜樓後昏迷不醒是方箏請人照護的。許仲雄的情婦。第13集領便當。 | 3,5,7,9-13      |
| 蔡阿炮 | 何次長 | 法務部次長，何佳佳的父親。 | 8,10,12-13      |
| 李沛旭 | 汪正民 | 京勤律師事務所律師。 | 3-4,6-8         |
| 納豆   | 宋世傑 | 人權律師，方箏的學長，宋世傑律師事務所所長，陳博昀現在在其事務所任職。 | 5(回憶),7,12-13 |
| 胡濤   | 周紹棟 | 律師 | 3-4             |
| 吳允瀚 | 劉永生 | 律師 | 5,11,13         |
| 馬浩然 | 徐斯明 | 檢察官，承辦辛蒂移工的性侵案，態度很兇，但是個認真的檢方，為了不要被當事人牽著鼻子走。方箏在王怡安亡後，得到了行賄名單後，因為信任，交給他辦案。事先有備分，交給上層後，仍被吃案。 | 1,4,6,13        |
| 潘奕如 | 池仲茵 | 檢察官，方箏同期同學。何俊民稱其為檢察官版的方箏。提醒方箏，上層有注意趙檢的異常行為。 | 9-10            |
| 沈威年 | 賀航   | 法官。陳博昀大學直屬學長。 | 9-10            |
| 傅薇   | 法官   | 法官 | 4               |

### 特別演出
| 演員    | 角色          | 介紹 | 登場集數   |
| 陳禕倫  | 胡健行        | 陳博昀大學學弟，涉入健身房殺人案。 | 1-2        |
| 林雨宣  | 許小雲        | 波士頓理髮廳理髮師，許青松私生女，許孟雄、許仲雄的妹妹。個性可愛，天真爛漫。 | 1,3,7,9,13 |
| 夏于喬  | 羅思彤        | 人氣17直播主，被指涉嫌教唆殺害曾亞霓因而遭到網路攻擊霸凌。不堪壓力跳樓輕生。 | 2          |
| 安心亞  | 蕭美娟        | 葛浩文前妻，曾經是個護士，因為要跟外遇對象雙宿雙飛，設計家暴訴請離婚。後涉嫌謀殺親夫最終無罪。                                                                                   | 3,6,9      |
| 明金成  | 葛浩文        | 蕭美娟前夫。 | 3          |
| 張雁名  | 裴俊英        | 隨機殺人犯。疑似罹患多重人格，後被方箏識破裝病脫罪而入獄。 | 3-4        |
| 吳鈴山  | 黃正勝        | 正義鞋廠老闆。 | 4          |
| 曹景俊  | 劉榮光        | 正義鞋廠老闆。 | 4          |
| 蔡宜君  | 金牡丹        | 正義鞋廠員工，與正勝榮光是青梅竹馬。 | 4          |
| 陳志強  | 董兆鵬        | 律師，方箏的同學，兩性專家及作家。 | 5          |
| 安娜‧李 | 布蘭妮        | 愛情擂台節目主持人。 | 5          |
| 張東晴  | 關秀玉        | 對董兆鵬仙人跳。 | 5          |
| 方宥心  | 吳佩玲        | 快樂旅行社肇事司機的女兒。 | 5-6        |
| 莫愛芳  | 辛蒂          | 管育仁家的印傭。 | 6          |
| 張銘    | 管育仁        | 黃麗珊之夫，教育部長人選。與其妻於高速公路上遇到酒駕事故，不幸當場身亡。 | 6-7        |
| 岳虹    | 黃麗珊        | 管育仁之妻，婦協會董事之一。與其夫於高速公路上遇到酒駕事故，不幸當場身亡。 | 6-7        |
| 應采靈  | 詹秀彩        | 中安石化汙染自救會主席，因污染曾患胃癌、大腸癌，最後因肺腺癌過世。 | 7-8        |
| 孫寶貴  | 詹秀明        | 詹秀彩的妹妹。 | 7-8        |
| 徐詣帆  | 鄭文信/鄭部福 | 廣德綜合醫院醫師，林映華之夫，因涉及醫療疏失而離開醫院。寄發恐嚇簡訊及包裹給方箏的兇手。綁架方箏、陳博昀及郝一德。在警局拘留室中自殺。                                           | 8          |
| 程政鈞  | 郝一德        | 廣德綜合醫院院長。 | 8          |
| 都拉斯  | 孟波          | 廣德綜合醫院副院長。 | 8          |
| 蘇菲    | 曾主任        | 廣德醫院公關主任。 | 8          |
| 魯文學  | 許青松        | 許孟雄、許仲雄、許小雲的父親，頂冠建設董事長。蕭美娟第二任丈夫，為了「力求表現」，服用助興藥物想一展雄風反倒意外暴斃。                                                           | 9          |
| 汪建民  | 許孟雄        | 許青松之子，許仲雄、許小雲的哥哥，頂冠建設總經理。 | 9-10,13    |
| 張皓明  | 許仲雄        | 許青松之子，許孟雄的弟弟，許小雲的哥哥。 | 9,13       |
| 榮樂    | 黃振源        | 強盜殺人案主謀，判處無期徒刑入獄，5年後，申請再審。 | 9-10       |
| 黃丞芯  | 姿君          | 黃振源的太太。 | 9-10       |
| 朱陸豪  | 張才盛        | 合家歡都更案當事人。 | 10         |
| 李全忠  | 王榮發        | 合家歡都更案釘子戶。 | 10         |
| 楊震震  | 林明倫        | 校園霸凌案受害者，在胡昱達等人要脅下承擔大麻持有罪名，後來再被霸凌時被陳吳賢所救，但因心生畏懼逃離現場。在第12集，因殺害胡昱達而遭到拘捕。                                       | 11-12      |
| 郝羿俊  | 胡昱達        | 校園霸凌案加害者，林明倫承擔大麻持有以其頂罪，後來經指證被約護管束。事後再度糾眾擄走林明倫霸凌，被路過的陳吳賢出手制止，卻對其痛下殺手，導致陳吳賢身亡。在第12集，遭林明倫殺害。 | 11-12      |
| 楊少文  | 明倫父        | | 11-12      |
| Juby    | 明倫母        | | 11-12      |
| 林嘉俊  | 林漢城        | 頂冠建設理想國工安意外罹難工人兒子。 | 13         |
| 尤鳳揚  | 王春曉        | 頂冠建設理想國工安意外罹難工人遺孀。 | 13         |

### 客串演員
| 演員   | 角色       | 介紹                       | 登場集數 |
| 黃鵬仁 | 記者       | 國軍凌虐士兵案現場記者。   | 1        |
| 劉昌翰 | 王仁和     | 國軍凌虐士兵案被告少將。   | 1        |
| 陳俊嘉 | 小春       | 長河助理。                 | 1-4,8    |
| 李勝華 | Eric       | 健身房殺人案兇手。         | 1-2      |
| 董季鑫 | 莊正勛     | 曾亞霓男友。               | 2        |
| 鐘岳純 | 任姐       | 羅思彤經紀人。             | 2        |
| 孫綻   |            | 蕭美娟離婚後的男友。       | 3,9      |
| 譚慶普 | 柳律師     | 許青松委任律師。           | 3,9      |
| 蔣玫   | 汪正民助理 | 京勤法務助理。             | 3,4      |
| 王瑩瑩 | 俊英母     | 裴俊英母親。               | 4        |
| 蔡明瀚 | 陳順發     | 裴俊英母親男友。           | 4        |
| 張瑋庭 | 謝之夏     | 護理師。                   | 4-6,9-13 |
| 羅國維 | 中安律師   | 中安化工律師團代表。       | 8        |
| 陳幼芬 | 阿滿       | 張才盛之妻。               | 10       |
| 溫瑞琪 | 文卉       | 李從白之妻。               | 10       |
| 賀龍   | 吳警官     | 胡昱達圍毆致死案處理警官。 | 11-12    |
| 蕭閔虔 | 竇慶桓     | 王怡安男友。               | 12-13    |

## 電視劇歌曲
| 曲別   | 歌名     | 演唱者                   | 作詞   | 作曲                       |
| 片頭曲 | K.O.     | 鼓鼓 吕思緯＆廷廷 蕭秉治 | 呂思緯 | 呂思緯、蕭秉治、slipmonkey |
| 片尾曲 | 誤區     | 丁噹                     | 阿弟仔 | 阿弟仔、海大富             |
| 插曲   | 海的顏色 | 丁噹                     | 廖文強 | 廖文強                     |
| 插曲   | 頑固     | 五月天                   | 阿信   | 阿信                       |
| 插曲   | 哈利路亞 | 丘與樂                   | 丘與樂 | 丘與樂                     |

## 收視率

### 華視週日首播收視率
| 臺灣 華視主頻 首播收视率 （AC尼爾森） |               |        |      |             |
| 集數                                  | 播出日期      | 收视率 | 排名 | 備註        |
| 1                                     | 2019年5月5日  | 0.50   | 2    | 第1季開播。 |
| 2                                     | 2019年5月12日 | 0.34   | 2    |             |
| 3                                     | 2019年5月19日 | 0.72   | 2    |             |
| 4                                     | 2019年5月26日 | 0.84   | 2    |             |
| 5                                     | 2019年6月2日  | 0.65   | 2    |             |
| 6                                     | 2019年6月9日  | 0.67   | 2    |             |
| 7                                     | 2019年6月16日 | 0.82   | 2    |             |
| 8                                     | 2019年6月23日 | 0.98   | 2    |             |
| 9                                     | 2019年6月30日 | 0.75   | 2    |             |
| 10                                    | 2019年7月7日  | 1.06   | 2    |             |
| 11                                    | 2019年7月14日 | 0.98   | 2    |             |
| 12                                    | 2019年7月21日 | 1.06   | 2    |             |
| 13                                    | 2019年7月28日 | 1.11   | 2    | 第1季完結。 |
| 平均收視率                            | 平均收視率    | 0.81   |      |             |

1. 同时段或交叉时段主要节目：
  - 台視《台視17Q》／《月村歡迎你》
  - 中視《飢餓遊戲》／《天籟之戰 (第二季)》／《金曲撈》
  - 民視無線台《綜藝大集合》／《台灣的聲音》
  - 三立台灣台《戲說台灣》／《超級紅人榜》
2. 数据由AGB尼爾森調查，調查範圍是四歲以上收看電視之觀眾。
3. 資料來源：台灣-偶像劇場、凱絡媒體週報。

## 製作團隊
- 出品人：蔡紹中、林玉清
- 總監制：潘祖蔭
- 監製：趙大同、王金雯
- 製作人：陳慧玲
- 導演：林立書
- 編劇：林珮瑜、陳文梓
- 製作公司：黑劍製作、群之噰傳播

## 獎項紀錄
| 年份   | 頒獎典禮     | 獎項             | 入圍人 | 結果 |
| ------ | ------------ | ---------------- | ------ | ---- |
| 2020年 | 第55屆金鐘獎 | 戲劇節目女主角獎 | 天心   | 提名 |

## 外部連結
- 官方网站－華視
- 官方网站－八大
- 最佳利益的Facebook專頁
- 在Netflix上觀看《最佳利益》

## 电视节目的变迁
| 臺灣 華視主頻 每週日 21:30 - 23:00                                                                     | 臺灣 華視主頻 每週日 21:30 - 23:00               | 臺灣 華視主頻 每週日 21:30 - 23:00                  |
| --- | ------------------------------------------------ | --------------------------------------------------- |
| | 最佳利益 （2019年5月5日－2019年7月28日）         |                                                     |
| 公主我來了 （2018年12月2日－2019年2月24日）阮氏碧花與她的兩個男人（重播） （2019年3月3日）華視金選劇場 | 俗女養成記 （2019年8月4日－2019年9月1日）        |                                                     |
| 每週日 21:30 - 23:00                                                                                   |                                                  |                                                     |
| 俗女養成記 （2019年8月4日－2019年9月1日）                                                              | 最佳利益（重播） （2019年9月8日－2019年12月1日） | 用九柑仔店（重播） （2019年12月8日－2020年2月16日） |

| 臺灣 中天娱樂台 每週六 22:00 - 23:30 | 臺灣 中天娱樂台 每週六 22:00 - 23:30                              | 臺灣 中天娱樂台 每週六 22:00 - 23:30 |
| ------------------------------------ | ----------------------------------------------------------------- | ------------------------------------ |
|                                      | 最佳利益 （2019年5月11日－2019年8月3日）                          |                                      |
| 我想和你唱 (第二季)                  | 被告人 （週六、週日22:00－00:00） （2019年8月10日－2019年9月7日） |                                      |

| 臺灣 龍華偶像台 每週五 20:30 - 22:00 | 臺灣 龍華偶像台 每週五 20:30 - 22:00     | 臺灣 龍華偶像台 每週五 20:30 - 22:00 |
| ------------------------------------ | ---------------------------------------- | ------------------------------------ |
|                                      | 最佳利益 （2019年5月17日－2019年8月9日） |                                      |
| 公主我來了                           | 公主我來了                               |                                      |

| 马来西亚 Astro AEC、Astro AEC HD 星期一至五 19:00 - 20:00 | 马来西亚 Astro AEC、Astro AEC HD 星期一至五 19:00 - 20:00 | 马来西亚 Astro AEC、Astro AEC HD 星期一至五 19:00 - 20:00 |
| --------------------------------------------------------- | --------------------------------------------------------- | --------------------------------------------------------- |
|                                                           | 最佳利益 （2019年9月5日－2019年10月2日）                  |                                                           |
| 外科风云 （2018年7月4日－2018年9月4日）                   | 猎毒人 （2019年10月3日－2019年12月11日）                  |                                                           |

| 新加坡 新传媒8频道 星期一至五 23:00 - 00:00 | 新加坡 新传媒8频道 星期一至五 23:00 - 00:00 | 新加坡 新传媒8频道 星期一至五 23:00 - 00:00 |
| ------------------------------------------- | ------------------------------------------- | ------------------------------------------- |
|                                             | 最佳利益 PG （2020年5月5日－2020年6月1日）  |                                             |
| 巨轮II （2020年3月11日－2020年5月4日）      | 锦衣之下 （2020年6月2日－2020年8月18日）    |                                             |
| 星期日 12:00 - 14:00 连续播两集（重播）     |                                             |                                             |
| 最爱是你 （2021年3月14日－2021年5月16日）   | 最佳利益 （2021年5月23日－2021年7月25日）   | 月村欢迎你 （2021年8月1日－2021年11月7日）  |

| 臺灣 八大戲劇台 每週六 20:00 - 22:00（兩集連播）                     | 臺灣 八大戲劇台 每週六 20:00 - 22:00（兩集連播）                   | 臺灣 八大戲劇台 每週六 20:00 - 22:00（兩集連播）               |
| -------------------------------------------------------------------- | ------------------------------------------------------------------ | -------------------------------------------------------------- |
|                                                                      | 最佳利益 （2022年4月9日－2022年6月11日）                           |                                                                |
| 我們不能是朋友（重播） （2022年1月22日－2022年4月2日）               | 愛情發生在三天後 （20:00 - 21:30） （2022年6月18日－2022年9月3日） |                                                                |
| 臺灣 八大綜合台 每週日 22:00－24:00                                  |                                                                    |                                                                |
| 愛情發生在三天後 （22:00 - 23:30） （2022年10月9日－2022年12月25日） | 最佳利益 （2023年1月1日－2023年3月5日）                            | 親愛的亞當 （22:00 - 23:30） （2023年3月19日－2023年6月11 日） |

| 臺灣 三立都會台 每週一至每週五 20:00 - 21:00 | 臺灣 三立都會台 每週一至每週五 20:00 - 21:00 | 臺灣 三立都會台 每週一至每週五 20:00 - 21:00 |
| -------------------------------------------- | -------------------------------------------- | -------------------------------------------- |
|                                              | 最佳利益 （2023年8月14日－2023年9月8日）     |                                              |
| 鬼之執行長 （2023年6月19日－2023年8月11日）  | 加油喜事 （2023年9月11日－）                 |                                              |